# Daewoo Kalos
Daewoo Kalos – samochód osobowy klasy miejskiej produkowany pod południowokoreańską marką Daewoo w latach 2002 – 2007.

## Historia i opis modelu

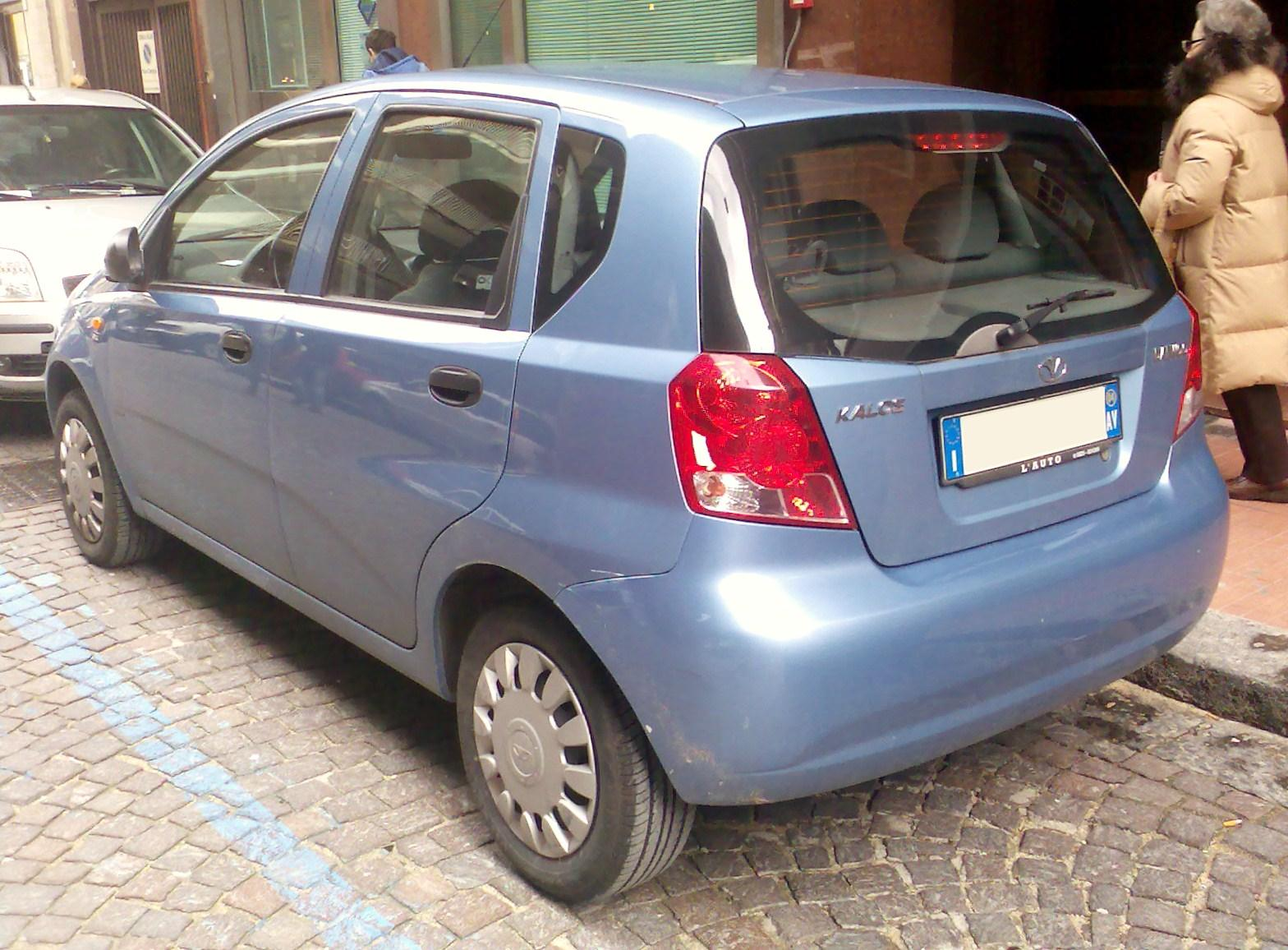
Daewoo Kalos - tył

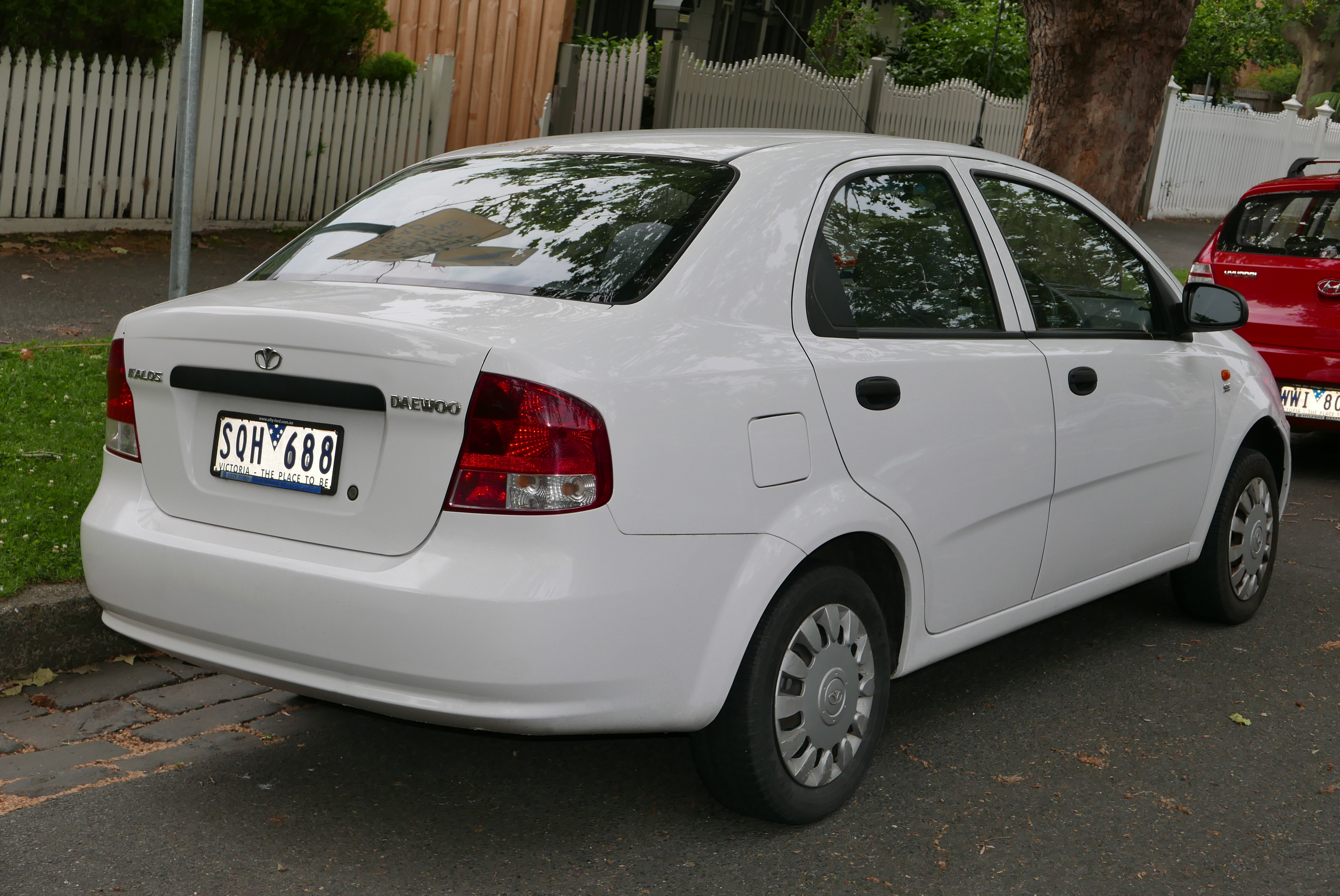
Daewoo Kalos Sedan

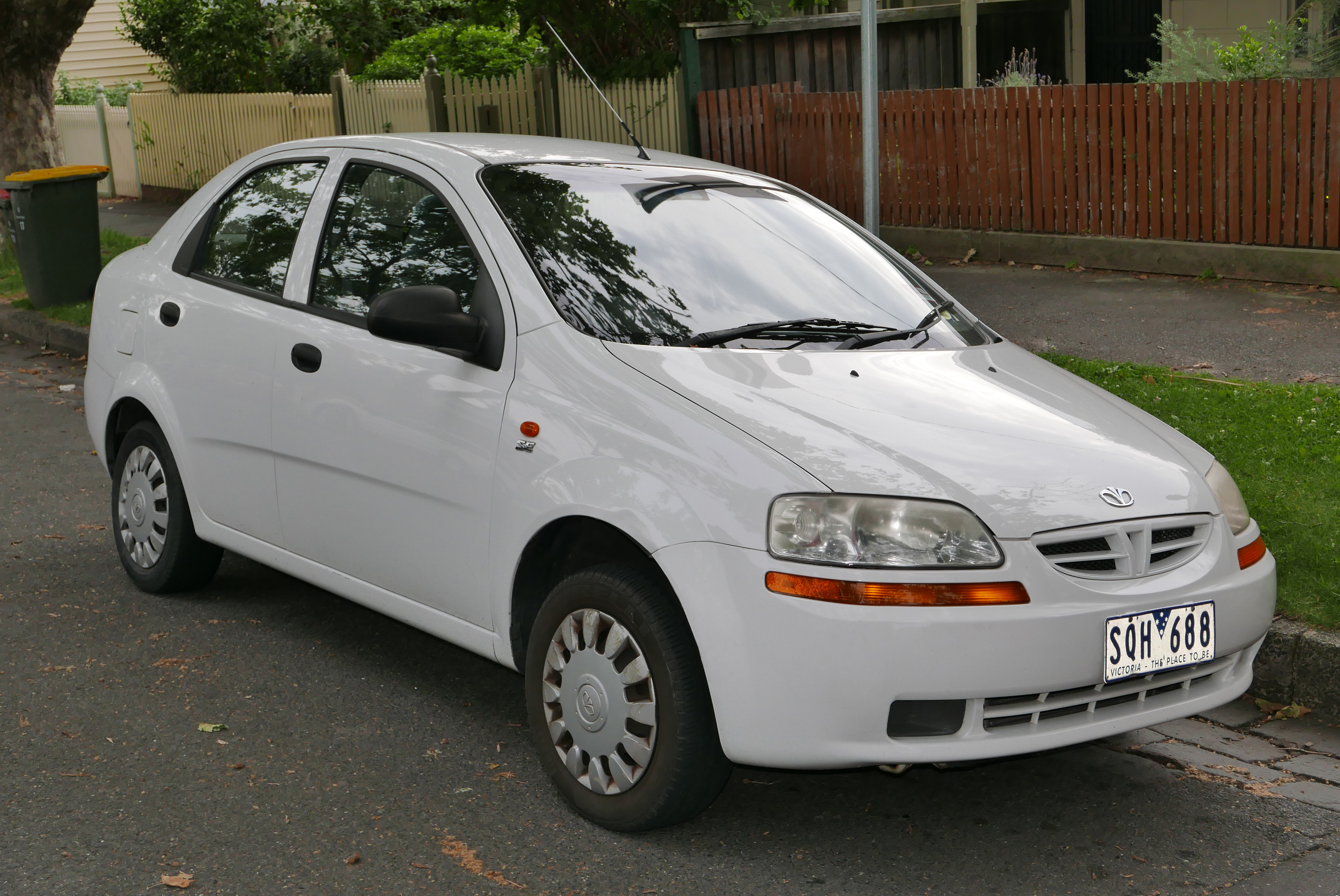
Daewoo Kalos Sedan

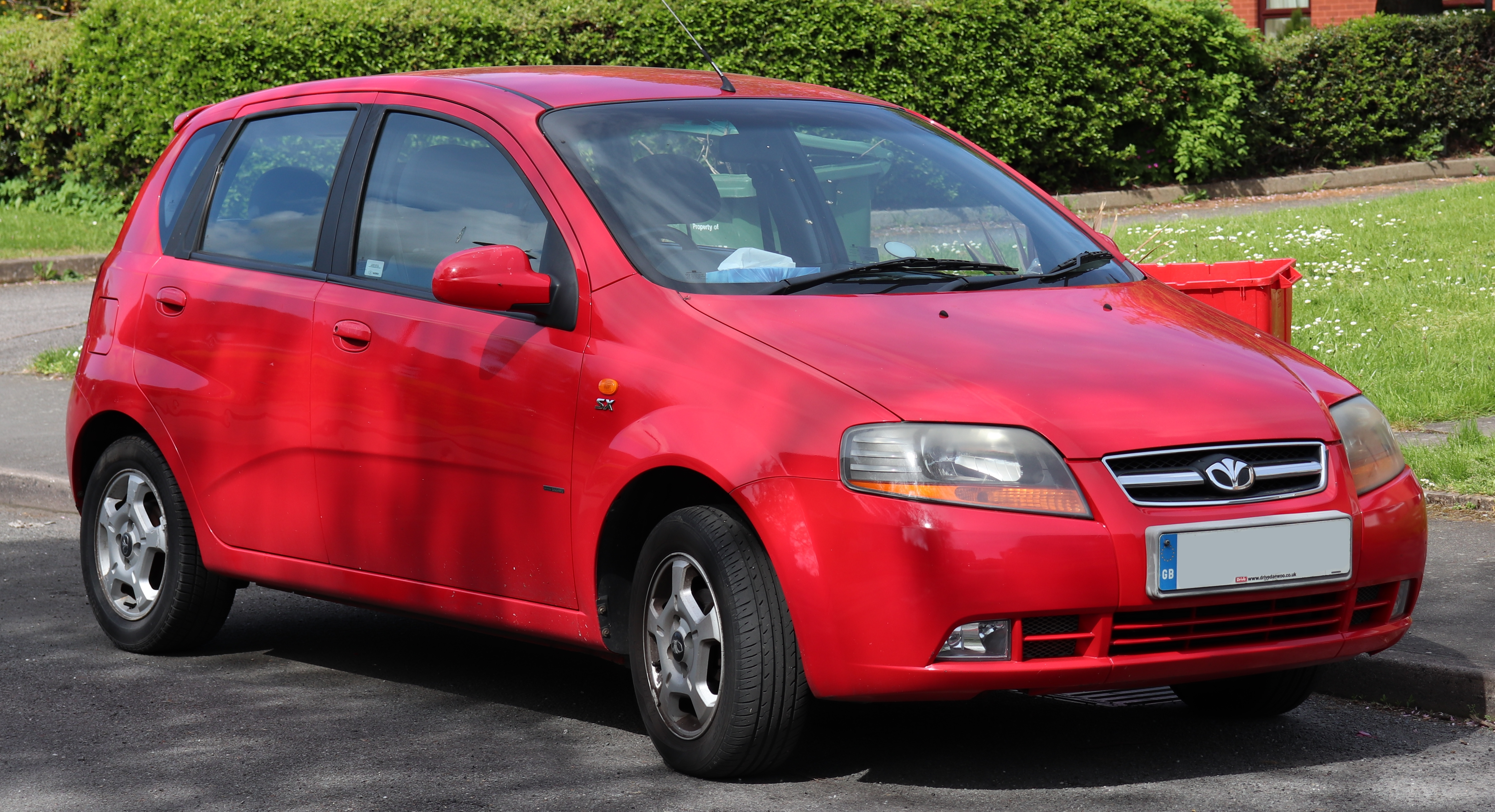
europejski Daewoo Kalos po liftingu

Podczas Paris Motor Show w 2000 roku Daewoo przedstawiło studyjną zapowiedź nowego miejskiego modelu pod nazwą Kalos Concept z projektem nadwozia autorstwa włoskiego projektanta Giorgetto Giugiaro.
Oficjalna premiera seryjnego Daewoo Kalosa odbyła się na początku 2002 roku jako kolejny model Daewoo motors utrzymany w nowym kierunku stylistycznym autorstwa Giugiaro. Samochód był pierwszą konstrukcją Daewoo opracowaną po przejęciu tego producenta przez amerykańskie General Motors, a w dotychczasowej ofercie Kalos zastąpił model Lanos.

### Sprzedaż
Daewoo Kalos był samochodem globalnym sprzedawanym na różnych kontynentach. Poza rodzimym rynkiem południowokoreańskim, pojazd oferowano także w krajach Europy Zachodniej, a także w Australii i Nowej Zelandii.
W zależności od rynku zbytu, Daewoo Kalos był oferowany z różną stylistyką pasa przedniego w zależności od wersji nadwoziowej. W czasie gdy odmiana hatchback posiadała jednoczęściowe, ścięte ku zewnętrznym krawędziom reflektory, tak odmiana sedan miała większe reflektory w kształcie zaokrąglonych prostokątów i oddzielny, wąski kształt kierunkowskazów. Inna była też atrapa chłodnicy z charakterystycznym motywem litery V. Z czasem odmiana hatchback zaadaptowała podwójne reflektory, a atrapa chłodnicy zyskała chromowaną poprzeczkę.

### Zmiana nazwy
W związku z wycofaniem marki Daewoo z rynku europejskiego, na początku 2004 roku Kalos został przemianowany na markę Chevrolet. Na rynkach Europy Zachodniej był odtąd sprzedawany jako Chevrolet Kalos, z kolei w Europie Środkowo-Wschodniej otrzymał on nową nazwę, Chevrolet Aveo.
Na rodzimym rynku Korei Południowej Daewoo Kalos był produkowany pod tą nazwą do 2005 roku jako sedan i do 2007 roku jako hatchback, po czym zastąpiła go kolejna generacja nazywana tutaj jako odpowiednio Daewoo Gentra i Daewoo Gentra X.

### Silniki
- L4 1.4l E-TEC
- L4 1.5l E-TEC
- L4 1.6l E-TEC
- L4 1.6l Family 1